# Stefan Edberg
Stefan Bengt Edberg (født 19. januar 1966 i Västervik, Sverige) er en forhenværende svensk tennisspiller, der var professionel fra 1983 til 1996. Han vandt gennem sin karriere 42 single- og 18 doubletitler. Hans højeste placering på ATP's verdensrangliste er en 1. plads, som han opnåede i august 1990 og sammenlagt besad i 72 uger. Han var ti år i træk rangeret blandt verdens ti bedste, heraf ni år i top 5. Edberg startede i januar 2014 med at træne Roger Federer. Dette samarbejde sluttede i december 2015. 

## Resultater

### Grand Slam
Edberg vandt i løbet af sin karriere seks Grand Slam-titler i singlerækkerne, samt tre i double, og de fordeler sig således: 
- Australian Open
  - Single: 1985 og 1987
  - Double: 1987 og 1996

- Wimbledon
  - Single: 1988 og 1990

- US Open
  - Single: 1991 og 1992
  - Double 1987

### Davis Cup
Edberg vandt turneringen med det svenske landshold i 1984, 1985, 1987 og 1994.

### OL
Edberg deltog i tre olympiske lege.
Ved sommer-OL 1984 i Los Angeles var tennis med som demonstrationssport, hvor deltagerne skulle være under 21 år. Som 18-årig deltog Edberg og vandt turneringen, men fik ikke medalje.
Fire år senere var tennis officiel sportsgren, og Edberg deltog i single og herredouble og vandt bronze i begge rækker. I single vandt han over Horst Skoff fra Østrig, Agustin Moreno fra Mexico, Jakob Hlasek fra Schweiz og Paolo Canè fra Italien, inden han i semifinalen tabte i fem sæt til den senere mester, Miloslav Mečíř fra Tjekkoslovakiet. Dermed måtte forhåndsfavoritten Edberg nøjes med bronzemedaljen. I double spillede han sammen med Anders Järryd, og de vandt først over et vesttysk par, derefter over et zimbabwisk og et australsk par, inden de i semifinalen tabte til spanierne Emilio Sánchez Vicario og Sergio Casal i fire sæt, og bronzemedaljen var sikret.
Edberg deltog også i OL 1992 i Barcelona, men dette blev en stor skuffelse. Edberg var andenseedet i single, men tabte sin førsterundekamp i tre sæt til Andrej Tjerkasov fra SNG (det tidligere Sovjetunionen). Sammen med Järryd tabte han førsterundekampen mod amerikanerne Jim Courier og Pete Sampras i fem sæt.